# Baron Zouche

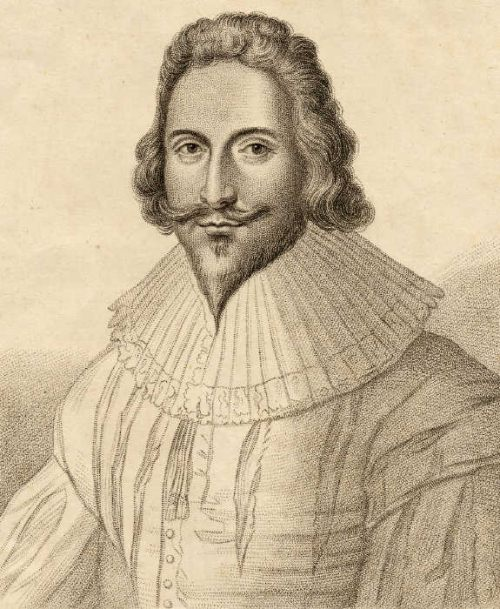
Edward la Zouche, 11. Baron Zouche

Baron Zouche ist ein erblicher britischer Adelstitel (barony by writ), der bislang dreimal in der Peerage of England geschaffen wurde, stets für Mitglieder der Familie la Zouche.
Die Familie wurde von Alan de la Zouche († 1190) begründet, der während der Herrschaft von König Heinrich II., vermutlich um 1172, von der Bretagne nach England übersiedelte. Dessen Sohn Roger († 1238) hatte zwei Söhne, von denen der ältere Alan de la Zouche († 1270) die Hauptlinie in Ashby in Yorkshire begründete. Sein jüngerer Bruder Eudo de la Zouche († 1279) begründete den in Harringworth in Northamptonshire lebenden Zweig der Familie. 

## Verleihungen
In erster Verleihung wurde der Titel am 6. Februar 1299 geschaffen, als Alan la Zouche, Gutsherr von Ashby, ein Enkel von Alan de la Zouche († 1270), durch Writ of Summons ins Parlament berufen wurde. Da er zwei Töchter, jedoch keine Söhne hatte, fiel Titel bei seinem Tod im März 1314 in Abeyance und ruht seither.
Die zweite Verleihung erfolgte am 16. August 1308, als William Zouche, Gutsherr von Harringworth, der älteste Sohn von Eudo de la Zouche, durch Writ of Summons aufgefordert wurde, einen Sitz im Parlament einzunehmen. Der 5. Baron heiratete Alice Seymour, 6. Baroness St. Maur. Ihr gemeinsamer Sohn, der spätere 6. Baron Zouche, erbte von seiner Mutter auch deren Titel als 7. Baron St. Maur. Beide Titel wurden zusammengeführt bis beide beim Tod des 11. Barons Zouche, am 18. April 1625, in Abeyance fielen. 190 Jahre später, am 27. August 1815, wurde der Titel Baron Zouche, nicht aber der Titel Baron St. Maur auf Antrag von Sir Cecil Bishopp, 8. Baronet, für diesen als 12. Baron wiederhergestellt. Er war ein Urururururenkel der älteren Tochter des 11. Barons und führte bereits seit 1779 den am 24. Juli 1620 in der Baronetage of England geschaffenen Titel Baronet, of Parham in the County of Sussex. Da seine beiden Söhne vor ihm starben, fiel die Baronie bei seinem Tod am 11. November 1828 erneut in Abeyance zwischen seinen beiden Töchtern. Die nur in männlicher Linie vererbbare Baronetcy fiel indessen an seinen Cousin. Am 9. Februar 1829 wurde die Baronie für seine ältere Tochter Harriet als 13. Baroness wiederhergestellt und besteht bis heute.
In dritter Verleihung wurde der Titel am 26. Dezember 1323 für William la Zouche (geborener William Mortimer) neu geschaffen. Dieser war mütterlicherseits der Sohn der Tante zweiten Grades des 1. Barons erster Verleihung, hatte 1304 dessen Ländereien geerbt und dessen Familiennamen und Wappen angenommen. Er war ein Sohn von Joyce la Zouche, einer Tochter von Roger de la Zouche († 1238). Diese Baronie fiel 1406 in Abeyance, als die 5. Baroness starb, ohne einen männlichen Abkömmling zu hinterlassen und ruht seither. 
Die Titel aller drei Verleihungen heißen streng genommen Baron Zouche. Zur Unterscheidung der zeitweise parallel geführten Titel, werden die Baronien auch nach der Herkunft des jeweils ersten Barons mit dem Zusatz of Ashby, of Haryngworth bzw. of Mortimer bezeichnet.

## Liste der Barons Zouche

### Barons la Zouche of Ashby (1299)
- Alan la Zouche, 1. Baron la Zouche of Ashby (1267–1314) (Titel abeyant 1314)

### Barons Zouche of Haryngworth (1308)
- William Zouche, 1. Baron Zouche of Haryngworth (um 1277–1352)
- William Zouche, 2. Baron Zouche of Haryngworth (um 1317–1382)
- William Zouche, 3. Baron Zouche of Haryngworth (1340–1396)
- William Zouche, 4. Baron Zouche of Haryngworth (um 1373–1415)
- William Zouche, 5. Baron Zouche of Haryngworth (um 1402–1462)
- William Zouche, 6. Baron Zouche of Haryngworth, 7. Baron St. Maur (um 1432–1468)
- John Zouche, 7. Baron Zouche of Haryngworth, 8. Baron St. Maur (1459–1526)
- John Zouche, 8. Baron Zouche of Haryngworth, 9. Baron St. Maur (um 1486–1550)
- Richard Zouche, 9. Baron Zouche of Haryngworth, 10. Baron St. Maur (um 1510–1552)
- George Zouche, 10. Baron Zouche of Haryngworth, 11. Baron St. Maur (um 1526–1569)
- Edward Zouche, 11. Baron Zouche of Haryngworth, 12. Baron St. Maur (1556–1625) (Titel abeyant 1625)
- Cecil Bisshopp, 12. Baron Zouche of Haryngworth (1753–1828) (Titel wiederhergestellt 1815; Titel abeyant 1828)
- Harriet Anne Curzon, 13. Baroness Zouche of Haryngworth (1787–1870) (Titel wiederhergestellt 1829)
- Robert Curzon, 14. Baron Zouche of Haryngworth (1810–1873)
- Robert Nathaniel Cecil George Curzon, 15. Baron Zouche of Haryngworth (1851–1914)
- Darea Curzon, 16. Baroness Zouche of Haryngworth (1860–1917)
- Mary Cecil Frankland, 17. Baroness Zouche of Haryngworth (1875–1965)
- James Assheton Frankland, 18. Baron Zouche of Haryngworth (1943–2022)
- William Thomas Frankland, 19. Baron Zouche of Haryngworth (* 1983)

Titelerbe (Heir apparent) ist der Sohn des jetzigen Barons, Hon. Thomas Frankland (* 2022).

### Barons Zouche of Mortimer (1323)
- William la Zouche, 1. Baron Zouche of Mortimer († 1337)
- Alan la Zouche, 2. Baron Zouche of Mortimer (1317–1346)
- Hugh la Zouche, 3. Baron Zouche of Mortimer (1338–1368)
- Robert la Zouche, 4. Baron Zouche of Mortimer († 1399)
- Joyce Burnell, 5. Baroness Zouche of Mortimer († 1406) (Titel abeyant 1406)